# 結魚
結魚（学名：Tor tor）又名紅鰭結魚，为结鱼属的其中一種，分布于亞洲巴基斯坦、印度、孟加拉、尼泊爾、不丹及緬甸，棲息在岩石底質且流速快的河流，屬雜食性，以魚類、藻類、甲殼類等為食，體長可達52公分，最大可達200公分，可做為食用魚及養殖魚類。

## 扩展阅读
維基物種上的相關：結魚